# 1970.
◄ | 19. stoljeće | 20. stoljeće | 21. stoljeće | ►
◄ | 1940-ih | 1950-ih | 1960-ih | 1970-ih | 1980-ih | 1990-ih | 2000-ih | ►
◄◄ | ◄ | 1967. | 1968. | 1969. | 1970. | 1971. | 1972. | 1973. | ► | ►►
Arhitektura • Astronautika • Astronomija • Biologija • Film • Fotografija • Glazba • Kazalište • Kemija • Kiparstvo • Knjige • Književnost • Kršćanstvo • Meteorologija • Medicina • Planinarstvo • Politika • Pravo • Promet • Slikarstvo • Strip • Šport • Televizija • Znanost • Zrakoplovstvo • Željeznički promet

## Događaji
- 12. siječnja – Godine 1967. započeti građanski rat za autonomiju Bijafre od Nigerije završio je pobjedom nigerijskih trupa i kapitulacijom generala Philipa Effionga.
- 1. veljače – prvo izdanje Smiba
- 13. veljače – Švicarski pisac popularne fantastike Erich von Däniken osuđen je zbog prijevara na tri i pol godine zatvora.
- 5. ožujka – Pohranom posljednjih ratifikacijskih povelja u Moskvi, New Yorku i Londonu stupio je na snagu sporazum o zabrani uporabe atomskog oružja.
- 27. srpnja – S Jave se proširila epidemija kolere u veći dio Azije.
- 4. rujna – U Čileu je marksist Salvador Allende Gossens dobio predsjedničke izbore.
- ? listopada - U koprivničkoj Podravci krenula proizvodnja Čokolina a uskoro i inih okusa dječje hrane pod zaštitnim znakom medvjedića Lina.[1]
- 7. listopada – Novi predsjednik Bolivije postao je lijevo orijentiran general Juan Torres Gonzales.
- 9. listopada – U Kambodži je predsjednik parlamenta In Tam objavio ukidanje monarhije.
- 16. listopada – U Kanadi je, nakon otmica i pokušaja ubojstava separističke organizacije pokrajine Quebeck FLQ, uvedeno opsadno stanje.
- 13. studenog – U istočnom Pakistanu, ciklon Bhola brzine 190 km/h izazvao je plimni val koji je odnio 300.000 ljudskih života. Više od tri milijuna stanovnika izgubilo je imovinu.
- 16. studenog – Sirijski predsjednik Nuraddin al Atasi svrgnut je pučem. Naslijedio ga je Ahmed Chartiv, a najmoćniji je čovjek bio premijer Hafez al-Asad, koji je 1991. godine na referendumu izabran za predsjednika s 99,2 posto glasova.
- 27. studenog – Drugog dana svog putovanja po zemljama Azije i Oceanije papa Pavao VI. umalo je stradao u atentatu u Manili. U svećenika prerušeni kolumbijski slikar pokušao je nožem ubiti vrhovnog crkvenog poglavara. Očito duševno bolesni čovjek stavljen je pod psihijatrijski nadzor.
- 14. prosinca – U Poljskoj je, prilikom demonstracija protiv povećanja cijena u Gdanjsku i drugim gradovima, u sukobima s policijom poginulo 20 osoba.
- 18. prosinca – Treća runda konzultacija o pitanju ograničenja naoružanja SALT II. nije dala nikakav pozitivan rezultat.
- 20. prosinca – Poljski šef KP Wladislaw Gomulka odstupio je s dužnosti nakon krvavih nemira. Usljedile su daljnje promjene u partijskom i državnom vrhu.

### Glazba
- 1. travnja – John Lennon se u londonskoj bolnici Arthura Janova lijeći od ovisnosti o heroinu te 1. travnja u tisku objavljuje šalu da su on i Yoko Ono u bolnici kako bi promijenili spol. Kasnije je Lennon izjavio kako je otišao Janovu jer je imao kompleks nedostatka oca, a to se prije očitovalo njegovim obožavanjem Maharishija i Elvisa Presleyja.
- 25. svibnja – Peter Green napušta sastav Fleetwood Mac (osnovan 1967.), kako bi se pridružio vjerskom redu, nakon što je sav svoj novac donirao u dobrotvorne svrhe.

## Rođenja

### Siječanj – ožujak
- 14. siječnja – Edin Mujčin, bivši bosanskohercegovači nogometaš
- 17. siječnja – Jeremy Roenick, igrač hokeja na ledu (NHL)
- 21. siječnja – Alen Bokšić, hrvatski nogometaš
- 24. siječnja – Edita Majić, časna sestra karmelićanka, bivša hrvatska kazališna i filmska glumica
- 14. veljače – Hrvoje Vojković, hrvatski političar
- 17. veljače – Dominic Purcell, australski glumac
- 18. veljače – Mladen Burnać, hrvatski pjevač i kantautor
- 3. ožujka – Julie Bowen, američka glumica
- 3. ožujka – Dragan Lukić Luky, hrvatski pjevač, tekstopisac i glazbeni producent
- 5. ožujka – Aleksandar Vučić, srpski političar, generalni tajnik Srpske radikalne stranke
- 9. ožujka – Gabriela Pando, argentinska hokejašica na travi († 2024.)
- 11. ožujka – Luka Mišetić, hrvatski i američki odvjetnik
- 18. ožujka – Queen Latifah, američka glumica, pjevačica i rapperica
- 22. ožujka – Vlatka Pokos, hrvatska pjevačica i voditeljica
- 24. ožujka – Lara Flynn Boyle, američka glumica

### Travanj – lipanj
- 27. travnja – Andrija Jarak, hrvatski novinar
- 24. svibnja – Alan Katić, hrvatski glumac
- 29. travnja – Uma Thurman, američka glumica
- 30. travnja – Halit Ergenç, turski glumac
- 18. svibnja – Tina Fey, američka glumica, komičarka, producentica i spisateljica
- 21. svibnja – Željko Jozić, hrvatski jezikoslovac
- 2. lipnja – B-Real, američki reper
- 4. lipnja – Ekrem İmamoğlu, turski političar
- 5. lipnja – Haluk Bilginer, turski glumac
- 11. lipnja – Venja Drkin, rusko-ukrajinski pjevač († 1999.)
- 13. lipnja – Mila Elegović, hrvatska glumica
- 14. lipnja – Ivica Kirin, hrvatski političar
- 15. lipnja – Leah Remini, američka glumica
- 23. lipnja – Ljubo Pavasović Visković, hrvatski odvjetnik
- 26. lipnja – Chris O'Donnell, američki glumac

### Srpanj – rujan
- 1. srpnja – Tajči, hrvatska pjevačica
- 11. srpnja – Justin Chambers, američki glumac
- 15. srpnja – Dražen Čuček, hrvatski glumac
- 15. srpnja – Darko Tepert, hrvatski franjevac
- 20. srpnja – Ivana Bakarić, hrvatska glumica
- 2. kolovoza – Kevin Smith, američki redatelj, producent i glumac
- 4. kolovoza – Ladislav Ilčić, hrvatski političar i violinist
- 9. kolovoza – WC, američki reper
- 23. kolovoza – River Phoenix, američki filmski glumac († 1993.)
- 23. kolovoza – Franjo Rotter, hrvatski književnik i pjesnik  († 2002.)
- 28. kolovoza – Gordan Lauc, hrvatski biokemičar i molekularni biolog
- 1. rujna – Ivana Vrdoljak – Vanna, hrvatska pjevačica
- 4. rujna – Mr. Marcus, američki pornografski glumac
- 16. rujna – Nela Kočiš, hrvatska glumica
- 21. rujna – Marko Barlecaj, hrvatski nogometaš
- 22. rujna – Emmanuel Petit, francuski nogometaš
- 30. rujna – Dragan Mićanović, srpski glumac

### Listopad – prosinac
- 2. listopada – Maribel Verdú, španjolska glumica
- 8. listopada – Matt Damon, američki glumac
- 9. listopada – Annika Sörenstam, švedsko-američka igračica golfa
- 10. listopada – Goran Navojec, hrvatski filmski i kazališni glumac
- 10. listopada – Mario Radić, hrvatski poduzetnik i političar
- 15. listopada – Pernilla Wiberg, švedska alpska skijašica
- 22. listopada – Javier Milei, argentinski predsjednik
- 1. studenog – Igor Cvitanović, hrvatski nogometaš
- 6. studenog – Ethan Hawke, američki glumac
- 9. studenog – Boris Dvoršek, hrvatski rukometni trener
- 10. studenog – Vince Vieluf, američki glumac
- 10. studenog – Warren G, američki reper
- 13. studenog – Tvrtko Stipić, hrvatski operni pjevač
- 27. studenog – Han Kang, južnokorejska književnica
- 4. prosinca – Robert Roklicer, hrvatski književnik
- 11. prosinca – Nenad Pralija, hrvatski nogometni vratar
- 18. prosinca – DMX, američki reper i glumac
- 20. prosinca – Todd Phillips, američki redatelj i producent

## Smrti

### Siječanj – ožujak
- 7. siječnja – Svetislav Stančić, hrvatski pijanist, skladatelj i pedagog (* 1895.)
- 2. veljače – Bertrand Russell, engleski filozof, matematičar i društveni reformator (* 1872.)
- 23. ožujka – Tito Strozzi, hrvatski glumac, redatelj i prevoditelj (* 1892.)
- 24. ožujka – Margareta Petrovna Forman, balerina, pedagoginja, koreografkinja i redateljica (* 1896.)

### Travanj – lipanj
- 20. travnja – Paul Celan, njemački liričar rumunjskog porijekla (* 1920.)
- 9. svibnja – Tošo Dabac, hrvatski slikar (* 1907.)
- 21. svibnja – Hinko Nučić, slovenski glumac i redatelj (* 1883.)

### Srpanj – rujan
- 2. srpnja – Erich Heckel, njemački slikar i grafičar (* 1883.)
- 11. srpnja – Većeslav Holjevac, zagrebački gradonačelnik koji je proširio grad južno od Save (* 1917.)
- 27. srpnja – Antonio de Oliveira Salazar, portugalski političar (* 1889.)
- 1. kolovoza – Otto Heinrich Warburg, njemački liječnik, nobelovac (* 1883.)
- 18. rujna – Jimi Hendrix, američki rock glazbenik (* 1942.)
- 25. rujna – Erich Maria Remarque, njemački književnik (* 1898.)
- 28. rujna – Gamal abd el Nasser, egipatski časnik i političar (* 1918.)
- 28. rujna – John Rodrigo dos Passos, američki književnik (* 1896.)

### Listopad – prosinac
- 4. listopada – Janis Joplin, američka rock pjevačica (* 1943.)
- 9. studenog – Charles de Gaulle, francuski general i političar (* 1890.)

## Nobelova nagrada za 1970. godinu
- Fizika: Hannes Alfvén i Louis Néel
- Kemija: Luis Federico Leloir
- Fiziologija i medicina: Bernard Katz, Ulf von Euler i Julius Axelrod
- Književnost: Aleksandar Solženjicin
- Mir: Norman Ernest Borlaug
- Ekonomija: Paul Samuelson

## Vanjske poveznice
|  | Zajednički poslužitelj ima još gradiva o temi 1970. |